# Louis-Désiré Véron
Pour les articles homonymes, voir Véron.
Louis-Désiré Véron, né le 5 avril 1798 et mort le 27 septembre 1867 à Paris, est un journaliste et homme politique français, directeur de l'Opéra de Paris de 1831 à 1835.

## Biographie
Reçu docteur en médecine en 1823, Louis Véron fait fortune en exploitant la pâte pectorale du pharmacien Regnauld, après la mort de celui-ci. Il se désintéresse dès lors de la médecine et commence une carrière de journaliste, publiant des articles politiques dans le journal La Quotidienne et en tenant la rubrique théâtrale dans Le Messager des Chambres.
En 1829, il fonde la Revue de Paris dans laquelle il inaugure la formule « la suite au prochain numéro » en publiant des romans-feuilletons.
Le 28 février 1831, il est nommé directeur de l'Opéra de Paris, y restant jusqu'au 1er septembre 1835. Il inaugure la situation de directeur-entrepreneur de l'Opéra, l'exploitant à son propre compte sous le contrôle du Gouvernement et avec l'aide de ce dernier. Il y réussit d'ailleurs très bien et est un des rares directeurs de l'institution à faire des bénéfices.
Il devient aussi copropriétaire et directeur du Constitutionnel en 1838. Il en devient le seul propriétaire en 1844 et n'hésite pas à payer 100 000 francs, somme énorme pour l'époque, pour y faire paraître en feuilleton Le Juif errant d'Eugène Sue. Sous sa direction, Le Constitutionnel soutient la politique de Thiers. Le docteur Véron est alors au sommet de sa gloire et sa salle à manger devient l’une des tables gastronomiques les plus prisées de la capitale. Joseph Bonnet de Malherbe, membre régulier de ce cénacle, écrira sous le pseudonyme Joseph d'Arcay, quelques truculentes anecdotes dans son livre "La salle à manger du Docteur Véron".
Sous le Second Empire, il est élu député au Corps législatif en 1852 et 1857.
Il est inhumé au cimetière du Père-Lachaise (67e division), mais il fut d'abord inhumé au cimetière Montmartre,, avec son frère Édouard, et le 4 février 1868, les deux frères furent exhumés et portés au cimetière du Père-Lachaise, où ils ont été placés tous deux dans la même tombe.

## Œuvres
- Mémoires d'un bourgeois de Paris, comprenant la fin de l'Empire, la Restauration, la Monarchie de Juillet, la République jusqu'au rétablissement de l'Empire, 1853-1855, de Gonet, 6 volumes, Librairie nouvelle, 1856 (tome 1, tome 2, tome 3, tome 4, tome 5, lire en ligne sur Gallica)
- Cinq cent mille francs de rente, Librairie nouvelle, 1855
- Quatre ans de règne. Où allons-nous ?, 1857
- Nouveaux mémoires d'un bourgeois de Paris depuis le 10 décembre 1848 jusqu'aux élections de 1863. Le Second Empire, Paris, Librairie internationale, 1866.

## Sources
- Ludovic Lalanne, Dictionnaire historique de la France, Hachette, 1877
- Jean Gourret, Ces hommes qui ont fait l'Opéra, 1984, p. 117-125.
- « Louis-Désiré Véron », dans Adolphe Robert et Gaston Cougny, Dictionnaire des parlementaires français, Edgar Bourloton, 1889-1891 [détail de l’édition]
- Biographie et nécrologie du docteur Véron par le docteur Paul-louis-Balthazar Caffe, Journal des connaissances médicales pratiques, 10 janvier 1867, pages 433 à 437.
- Nécrologie par Jules Janin, Journal des débats politiques et littéraires, 7 octobre 1867